# Johann Martin Graack

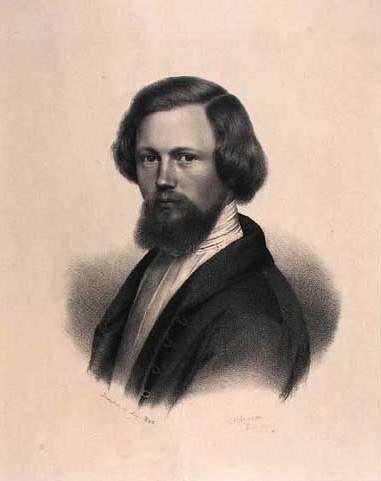
Johann Martin Graack, Selbstporträt (Lithografie)

Johann Martin Graack (* 1816 in Arnis; † 12. Januar 1899 in Kiel) war ein deutscher Lithograf und Fotograf, der bis 1865 sämtliche Angehörige der Christian-Albrechts-Universität in Kiel fotografisch porträtierte. Er gehörte zu den „freisinnigen Männern Schleswig-Holsteins“.

## Leben
Johann Martin Graack stammte aus einer Kapitänsfamilie und wurde in Arnis an der Schlei geboren. Nach einer Lehre als Dekorationsmaler in Arnis war er schon mit zwanzig Jahren für die Litografieanstalt Behrens und Fritz tätig. Damals erschienen Ansichten von Kappeln und Arnis nach seinen Vorlagen. Ab 1836 studierte er bis 1844 in Kopenhagen an der Königlichen Dänische Kunstakademie bei Christoffer Wilhelm Eckersberg und Johann Ludwig Lund; in dieser Zeit war er kurzzeitig mit der Malerin Auguste Margarethe Feddersen verlobt. Nach dem Studium hoffte er auf ein Reisestipendium des dänischen Königshauses. Er produzierte hierfür Lithografien wichtiger Persönlichkeiten, unter anderem des Herzogs auf Augustenburg, der damals als Thronfolger betrachtet wurde. Da dieser jedoch im Streit um die Erbfolge unterlag, hatte Graack keine Chance mehr, in Kopenhagen gefördert zu werden. Er zog deshalb nach Kiel, wo er schon früh die Chancen sah, die die Fotografie bot. 1853 eröffnete er in Kiel ein Fotostudio an der Ecke Dänische Straße / Burgstraße. Seit 1880 gehörte er dem Vorstand des Kunstvereins in Kiel und anderer Zusammenschlüsse von Künstlern an.

## Werk
Graack war bis 1845 mit als Lithografien umgesetzten Porträts auf den Ausstellungen der Kunstakademie Kopenhagen beteiligt. Während des Seegefechts in der Bucht von Eckernförde 1849 konnte er als Augenzeuge Skizzen anfertigen und verarbeitete diese zu Lithografien, die solche Darstellungen wie diejenige des Marinemalers Carl Saltzmann von 1894 als überhöht erscheinen lassen. An der Eröffnungsausstellung der Kieler Kunsthalle war er 1857 mit drei Arbeiten beteiligt. Von hohem Wert ist heute sein Album mit Porträts sämtlicher Angehöriger der Universität Kiel.